# Wegelin & Co.
Wegelin & Co. là ngân hàng cổ nhất Thụy Sĩ, được thành lập năm 1741. Ngân hàng tọa lạc ở St Gallen ở bang St Gallen ở Thụy Sĩ, và chuyên về trong lĩnh vực ngân hàng tư nhân và quản lý tài sản. Trong đầu năm 2012, Wegelin & Co đã chuyển hầu hết các nhân viên của mình, khách hàng và tài sản cho công ty con Notenstein Privatbank của nó, sau đó đã được bán cho nhóm ngân hàng Raiffeisen vào đầu năm 2013, Wegelin & Co thông báo rằng họ sẽ phải đóng cửa.
Wegelin đã nhận tội tại tòa án New York vào tháng 1 năm 2013 vì đã cho phép hơn 100 công dân Mỹ trốn thuế trị giá 1,2 tỷ USD. Ngân hàng này đã giúp ít nhất 100 khách hàng Mỹ che giấu số tiền lớn mà không thông báo cho Sở Thuế vụ Mỹ. Dù Wegelin & Co không có chi nhánh ngoài Thụy Sĩ, nhưng khách hàng có thể tiếp cận với hệ thống ngân hàng này thông qua tài khoản ngân hàng ở UBS AG tại Stamford, Connecticut. Wegelin & Co có những biện pháp che giấu khác như đặt ra những tên công ty giả, quỹ giả nằm dưới quyền tài phán của Hong Kong và Panama, hay sử dụng mật mã để hạn chế nhắc tới tên thật của khách hàng trên giấy tờ.
Wegelin & Co đã đồng ý trả 20 triệu USD bồi hoàn cho Cục Thuế liên bang Mỹ, 22 triệu USD tiền nộp phạt cộng thêm 15,8 triệu USD phí trước thuế, tổng cộng 57,8 triệu USD.